# 兵範記
『兵範記』（へいはんき/ひょうはんき）は、平安時代の公家平信範の日記。書名は信範の極官である兵部卿と信範の名から。別に『平信記（へいしんき）』や、住所であった洞院を取って『平洞記（へいどうき）』、信範の二字の偏を取って『人車記（じんしゃき）』とも呼ばれる。記載時期は天承2年（1132年）から承安1年（1171年）に至るまで約40年間を網羅する。
信範は、桓武平氏高棟流の流れをくむ「日記の家」と呼ばれた実務官僚の家系であり、その日記は平安時代後期の朝廷や公家たちの活動、朝廷の儀典について知るための基本史料となっている。特に信範は摂関家の藤原忠通・基実らに家司として仕えたため、当時の上級公家などの動きに詳しく、なかでも保元の乱および乱後の後白河院・平家などについての詳細な記述は、他の諸記録の追随を許さないといえる。
さらに『兵範記』原本の特長としては、大量の紙背文書の存在が挙げられる。信範が摂関家政所別当職や蔵人頭を務めていた際の訴訟・行政文書の裏が日記用の紙に使われており、摂関家の内部事情や蔵人頭の業務内容が窺える貴重な史料ともなっている。
江戸時代に作成された写本が東山御文庫に収録されており、東京大学によりデータ化されたものが同大学史料編纂所図書室で参照可能となっている。